# Chivacoa
Chivacoa è una città del Venezuela situata nello Stato di Yaracuy e in particolare nel comune di Bruzual.